# Галерија грбова Швајцарске
Ова галерија поред 26 грбова швајцарских кантона, обухвата и актуелни грб Швајцарске, као и њене историјске грбове.

## Актуелни и историјски грб Швајцарске
- Грб
 Швајцарске Конфедерације
- Печат 
 Хелветске републике 
 (1798–1803)
- Државни печат 
 Швајцарске 
 (из 1948. године)

## Кантони Швајцарске
- Грб кантона 
 Апенцел Аусероден
- Грб кантона 
 Апенцел Инероден
- Грб кантона 
 Аргау
- Грб кантона 
 Базел-град
- Грб кантона 
 Базел-провинција
- Грб кантона 
 Берн
- Грб кантона 
 Вале
- Грб кантона 
 Во
- Грб кантона 
 Гларус
- Грб кантона 
 Граубинден
- Грб кантона 
 Женева
- Грб кантона 
Золотурн
- Грб кантона 
 Јура
- Грб кантона 
 Луцерн
- Грб кантона 
 Нешател
- Грб кантона 
 Нидвалден
- Грб кантона 
 Обвалден
- Грб кантона 
 Сент Гален
- Грб кантона 
 Тичино
- Грб кантона 
 Тургау
- Грб кантона 
 Ур
- Грб кантона 
 Фрибур
- Грб кантона 
 Цирих
- Грб кантона 
 Цуг
- Грб кантона 
 Шафхаузен
- Грб кантона 
 Швиц